# جون كير تيفاني
جون كير تيفاني (بالإنجليزية: John Kerr Tiffany) هو هاوي جمع طوابع أمريكي، ولد في 9 فبراير 1842 في سانت لويس في الولايات المتحدة، وتوفي بنفس المكان في 3 مارس 1897.
عندما كان تيفاني طالبًا في فرنسا بدأ في جمع طوابع البريد وقرر أن يجمع "كل مادة مطبوعة مرتبطة بهواية جمع الطوابع." ومن هذا المنطلق، أنشأ ربما أعظم مكتبة لقرطاسية البريد في ذلك العصر. واستناداً إلى مقتنيات مكتبتهِ ومواد أخرى لم تكن في حوزته، كتب ونشر في عام 1874 مكتبة الطوابع البريدية: فهرس لمنشورات الطوابع. وواصل عمله في تحديد وفهرسة مطبوعات هواة جمع الطوابع، وفي عام 1889، نشر "رفيق مكتبة جامع الطوابع" (الجزء الأول) وإضافة في عام 1890. عندما توفي تيفاني في عام 1897، كانت مكتبته الخاصة بهواة جمع الطوابع هي الأكبر في العالم، وقد اشتراها جيمس ل. ليندسي، إيرل كروفورد، كاملة وسليمة. وعندما توفي ليندسي بدوره ترك المكتبة للمتحف البريطاني.
وكان تيفاني قد رتب بين مجموعات طوابعه مجموعات متخصصة للولايات المتحدة وأمريكا الشمالية البريطانية. وبما أنه كان يعيش في منطقة سانت لويس بولاية ميسوري، فقد درس طوابع سانت لويس بوستماسترز (المدرجة في دليل سكوت للطوابع من 11X1 إلى 11X8 والتي يشار إليها عادةً باسم "الدببة") وتمكن من وضع رسوم لها بشكل صحيح. كان هذا الأمر صعبًا للغاية نظرًا للكمية المحدودة التي كان عليهِ التعامل معها، ولكن ثبتت صحة رسومهِ عندما عثر على كميات كافية منها لاحقًا. وبناءً على النتائج التي توصل إليها، كتب ونشر دراسة بعنوان ندوة سانت لويس في عام 1894.
نشر تيفاني أول قائمة شاملة للطوابع البريدية للولايات المتحدة الأمريكية بعنوان "طوابع الولايات المتحدة الأمريكية". طُبع الكتاب في ثلاثة أجزاء في عام 1883، ثم وسَّعه لاحقاً في عام 1887 تحت عنوان تاريخ الطوابع البريدية للولايات المتحدة الأمريكية.

## نشاط هواة جمع الطوابع
نُظمت الجمعية الأمريكية لهواة جمع الطوابع (الجمعية الأمريكية لهواة جمع الطوابع الآن) في عام 1886، وانتُخب تيفاني رئيساً لها وأعيد انتخابه رئيساً لها لمدة عشر سنوات أخرى وفي ذلك الوقت قرر عدم الترشح للمنصب.

## المكتبة
دُمجت مكتبة تيفاني لهواة جمع الطوابع في مكتبة كروفورد التي تشكل الآن جزءًا من مجموعات طوابع المكتبة البريطانية.

## الجوائز والتكريم
وضع اسم تيفاني في قائمة قاعة مشاهير الجمعية الأمريكية لهواة جمع الطوابع ضمن أول مجموعة لسنة 1941.